# Neivamyrmex rugulosus
Neivamyrmex rugulosus é uma espécie de formiga do gênero Neivamyrmex.